# Jorge Heredia
Jorge Armando Heredia Sanchez (El Empalme, 27 de septiembre de 1985) es un presentador de televisión ecuatoriano, conocido por sus inicios en la televisión como concursante del reality Combate y conducir el programa de farándula Vamos Con Todo.

## Estudios
Estudió en la Universidad Casa Grande, una maestría en Periodismo y Desarrollo en Proyectos Multimedias, en la Universidad Metropolitana estudió Derecho.En el 2023 ingresó a estudiar la carrera de auxiliar de enfermería.

## Carrera
Inició su carrera televisiva como concursante del reality de competencia Combate, de RTS, en 2010, donde tuvo que viajar desde El Empalme hacia la ciudad de Guayaquil, para realizar el casting, que luego de ser aceptado para el casting definitivo, estuvo a punto de no llegar debido al tráfico de la ciudad y estar sin dinero para pagar un taxi, por lo que rogó a un taxista que lo ayudara, siendo gracias a la ayuda del taxista que pudo llegar a ingresar al programa. En el programa compitió desde el 8 de noviembre de 2010 con los participantes Paco Berrezueta, Denisse Angulo, Karina Hidalgo, Karyn Barreiro, Juan Sebastián González, Orlay Pupo de la Cruz, Melissa Celsi, Oswaldo Vargas, Michella Pincay y David Redwood. Con el tiempo, mientras era concursante del reality, fue reportero durante 5 meses de El Club de la Mañana, programa de RTS. Luego de un tiempo reemplazó a Carlos José Matamoros como animador del programa, en donde estuvo hasta 2014.
El 9 de julio de 2014 se integró al elenco de Vamos Con Todo, de RTS, junto a Adriana Sánchez, Denisse Angulo, Emilio Pinargote, Jasú Montero y Oswaldo Segura, quienes luego de especular sobre que personaje de la farándula ecuatoriana sería el nuevo integrante del espacio, Heredia hizo su aparición en una motocicleta.
En 2016, el líder del Partido Adelante Ecuatoriano Adelante, el abogado Álvaro Noboa, lo escogió como candidato a asambleísta por el distrito 4, que corresponde a 21 cantones de la provincia del Guayas.
El 5 de noviembre de 2018 se unió, junto a Adriana Sánchez, al elenco conformado por María Gracias Manzano y Sandra Pareja, de El Club de la Mañana, de RTS, una revista de variedades matutina luego de haber dejado el programa vespertino Vamos Con Todo. Junto a Sandra Pareja, fue parte del segmento Las Youtubers 3D, donde Pareja interpretó a doña Sari, mientras que Heredia interpretó el papel de Abuelucha. En abril de 2019, Heredia compartió el espacio televisivo junto a su sobrina Sury Mendoza Heredia, hija de su hermana Xiomara, durante las vacaciones escolares, donde fue parte de un segmento denominado Sury, la exploradora. Permaneció en dicho espacio hasta la cancelación del programa a raíz de la pandemia por COVID-19 en 2020.

## Filmografía

### Programas
| Año       | Programa             | Rol          |
| --------- | -------------------- | ------------ |
| 2021      | De casa en casa      | Presentador  |
| 2021      | Soy el mejor         | Participante |
| 2018-2020 | El club de la mañana | Presentador  |
| 2014-2018 | Vamos Con Todo       | Presentador  |
| 2010-2014 | Combate              | Participante |